# Szczytno (Varsovie-ouest)
Pour les articles homonymes, voir Szczytno.
Szczytno [ˈʂt͡ʂɨtnɔ] est un village polonais, situé dans la gmina de Kampinos, dans la Powiat de Varsovie-ouest et la voïvodie de Mazovie dans le centre-est de la Pologne.
Il se situe à environ 8 kilomètres à l'ouest de Kampinos, 31 kilomètres à l'ouest d'Ożarów Mazowiecki et à 45 kilomètres à l'ouest de Varsovie.
Le village a une population de 217 habitants en 2000.